# Justus Perthes
Johan Georg Justus Perthes (Rudolstadt, Turingia, 11 de septiembre de 1749 - Gotha, Turingia, 2 de mayo de 1816) fue un editor alemán, fundador de la empresa editora que lleva su nombre (Justus Perthes), famosa por sus publicaciones geográficas y genealógicas. 

## Empresa editorial de Justus Perthes
Justus Perthes nació en Rudolstadt, importante centro cultural de Turingia, en la actual Alemania. En 1785 fundó la empresa editorial 'Justus Perthes Geographische Anstalt Gotha' en la ciudad de Gotha.
En 1785 la empresa editó el primer Almanaque de Gotha, una compilación anual que listaba las casas reinantes europeas, así como las diferentes ramas de la alta nobleza, publicada en alemán y en francés.
En 1814, su hijo Wilhelm Perthes (1793-1853), quien había trabajado en el establecimiento del sobrino de Justus, Friedrich Christoph Perthes, en Hamburgo, se unió a la empresa, de la cual se hizo cargo a la muerte de Justus. Fue Wilhelm quien puso las bases de la rama geográfica de la empresa, por la cual es famosa, al publicar (entre 1817 y 1823) el Atlas de mano de Adolf Stieler.
Wilhelm Perthes publicó obras de los más eminentes geógrafos alemanes de la época. Además del mencionado Stieler, editó a Heinrich Berghaus (1797-1884), Christian Gottlieb Reichard (1758-1837), asociado a Stieler en la compilación del atlas, Karl Spruner (1803-1892) y Emil von Sydow (1812-1873).
Tras la muertre de Wilhelm, la empresa pasó a su hijo Bernhardt Wilhelm Perthes (1821-1857), quien se asoció con August Petermann (1822-1878, bajo cuya dirección se fundó el conocido periódico Petermanns Geographische Mitteilungen) y Bruno Hassenstein (1839-1902). Posteriormente, la empresa continuó bajo la dirección de Bernhard Perthes (1858-1919), hijo de Bernhardt Wilhelm y bisnieto de Justus.